# Laura Hillman
Laura Hillman (geb. Hannelore Wolff;  16. Oktober 1923 in Aurich; † 4. Juni 2020 in Rossmoor (Kalifornien)) war eine deutsch-amerikanische Holocaust-Überlebende, die in der Zeit des Nationalsozialismus die Schrecken von insgesamt acht Arbeits- und Konzentrationslagern überstand. Sie war eine der letzten überlebenden „Schindlerjuden“ und eine der beiden letzten Überlebenden des Holocaust aus der jüdischen Gemeinde Aurich. Nach dem Krieg übersiedelte sie in die USA, wurde Schriftstellerin und Memoirenschreiberin sowie Dozentin über den Holocaust und Dozentin am Long Beach Museum of Art. 2005 veröffentlichte sie ihre Erlebnisse während des Holocausts unter dem Titel i will plant you a lilac tree – a memoir of a Schindler’s list survivor. Das Buch wurde 2019 auch ins Deutsche übersetzt.

## Leben
Laura Hillman wurde am 16. Oktober 1923 als Hannelore Wolff als drittes von fünf Kindern einer jüdischen Großfamilie in Aurich (Ostfriesland) geboren. Ihre Geschwister hießen Rosel, Hildegard, Wolfgang und Selly.

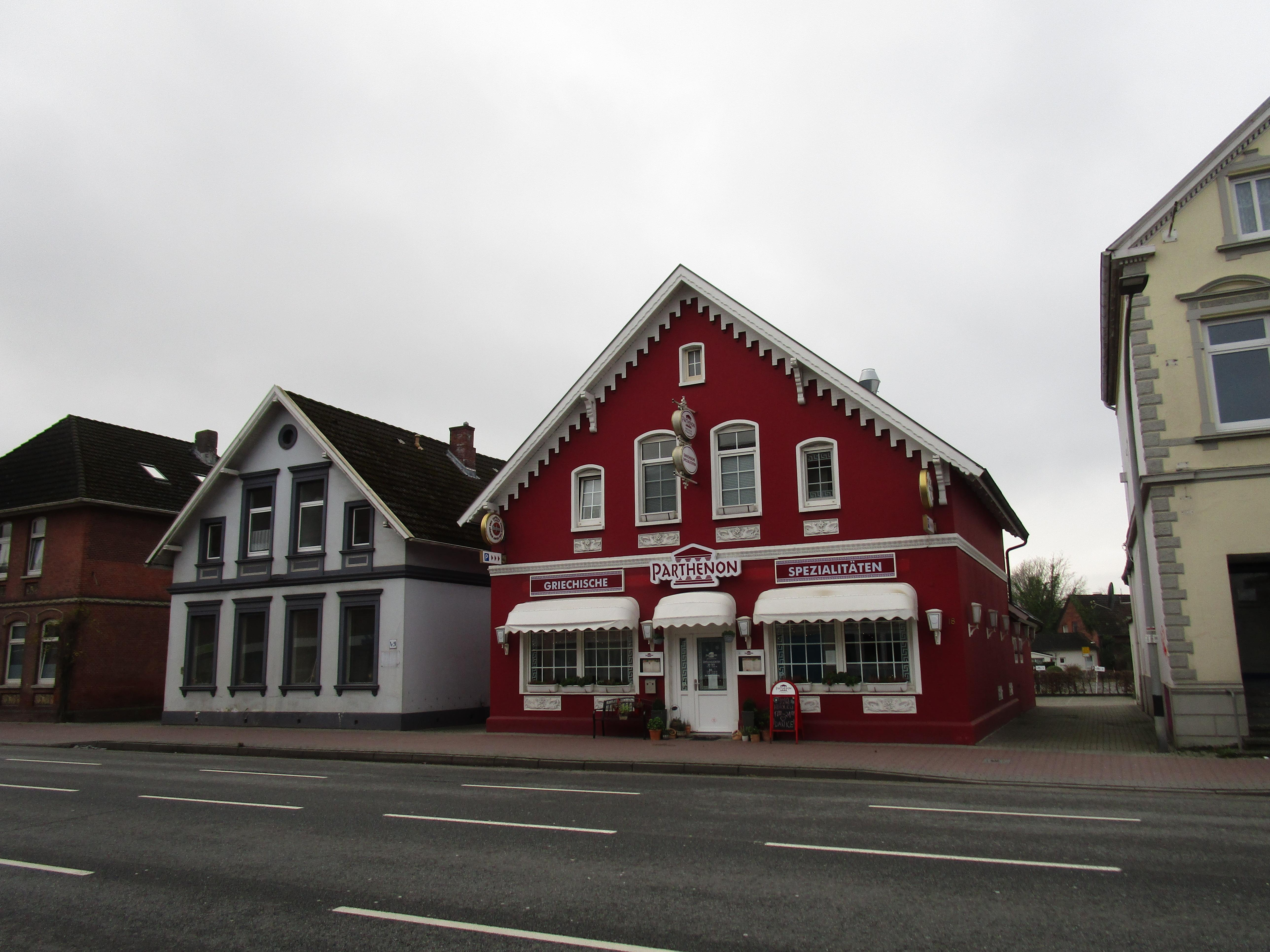
Das Haus (rot) an der Leerer Landstraße 18, in dessen Garten ein Fliederbaum stand

Ihr Vater Martin Wolff (1894–1942) war im Ersten Weltkrieg schwer verwundet und mit dem Eisernen Kreuz ausgezeichnet worden. Später war er im Viehhandel tätig und mit Karoline (1897–1942) verheiratet. Zunächst lebte die Familie an der Leerer Landstraße 18. Im Garten des Hauses stand ein Fliederbaum, an den sie sich zeitlebens erinnerte und der die Inspiration für den Titel ihres Buchs „I will plant you a lilac tree“ war.
Im Juli 1934 zog die Familie Wolff in ein Nebengebäude von Gut Eschen. Der Besitzer des Gutes, Menko Dieken, hatte schon immer mit jüdischen Viehhändlern zusammengearbeitet und sah auch in der Zeit des Nationalsozialismus offensichtlich kein Problem darin, Räume auf dem Gut an die jüdische Familie zu vermieten. Dort organisierte die Familie in den Folgejahren Ferienaufenthalte für jüdische Kinder aus Bremen und Berlin, die von der „Kinderlandverschickung“ der Nationalsozialisten grundsätzlich ausgeschlossen waren. Ab 1938 prangerten die örtlichen Nationalsozialisten „diesen skandalösen Zustand“ in mehreren Zeitungsartikeln an. Davon unbeeindruckt verpflegte die Familie Wolff noch im Juli 1938 27 jüdische Kinder mit ihrer Lehrerin aus Berlin-Grunewald auf Gut Eschen. Schließlich organisierten die Nationalsozialisten eine Unterschriftenliste gegen diese „Belästigung“ und erzwangen die Schließung des „Kinderheims“ sowie die Kündigung der Familie Wolff. Diese zog daraufhin am 27. September 1938 in die Marktstraße 4 nach Aurich.

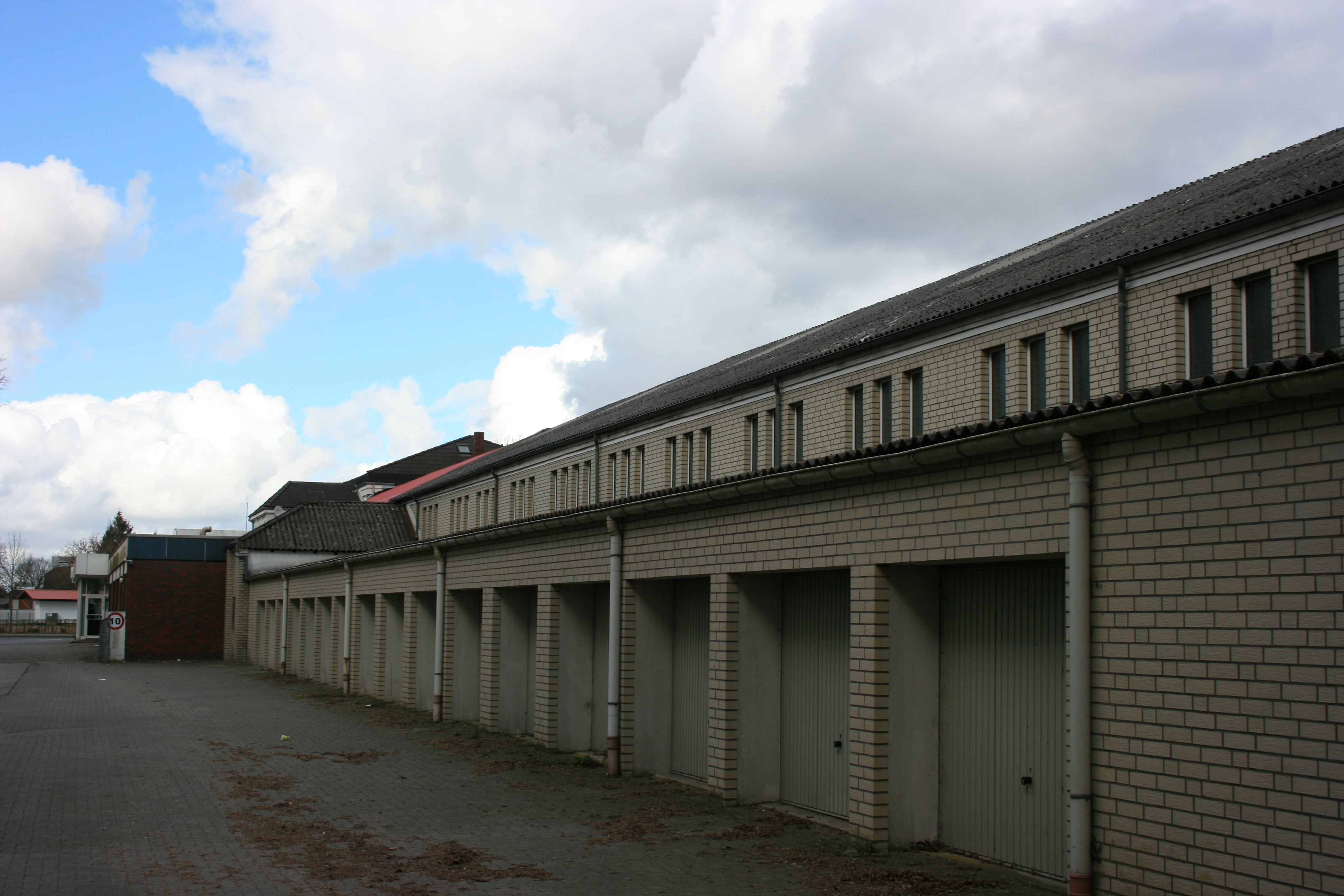
Bullenhalle in Aurich, hier wurden die Juden in der Nacht vom 9. auf den 10. November 1938 interniert

Knapp einen Monat später war die damals 15-Jährige Zeugin der Novemberpogrome 1938 in Aurich. Im Haus ihrer Familie schlug der Mob Scheiben und die Tür ein. Schließlich wurde sie mit den anderen Auricher Juden an  der brennenden Synagoge vorbei in die Viehauktionshalle getrieben. Dort mussten sie unter Schlägen und Demütigungen marschieren und militärische Übungen abhalten. Der Besitz der Juden wurde beschlagnahmt und abtransportiert. Alte, Frauen und Kinder wurden am Morgen des 10. November entlassen und die meisten Männer zum Ellernfeld getrieben. Dort mussten sie Arbeiten verrichten, ehe man sie ins Auricher Gefängnis sperrte. Schließlich wurden sie über Oldenburg in das KZ Sachsenhausen deportiert, aus dem sie erst nach Wochen zurückkehren konnten. Lauras kriegsversehrter Vater indes durfte wieder in seine Wohnung zurückkehren, was ihn in Sicherheit wog. Hillman verarbeite das Erlebte später in einem Gedicht mit dem Titel  „Die Nacht, in der sie unsere Synagoge verbrannten“.
Am 10. Februar 1940 erhielt ihre Familie die schriftliche Aufforderung, die Stadt „aus sicherheitspolitischen Gründen“ zu verlassen. Bis zu diesem Zeitpunkt blieb Laura mit kurzen Unterbrechungen (siehe Meldekarte: 30. Januar – 21. März 1939 in Hamburg, 7. Juni 1939 Neuenburg) bei ihren Eltern in Aurich. Dann wurde die Familie getrennt. Den beiden älteren Schwestern gelang es noch vor dem Ausreisestopp, Deutschland zu verlassen. Die jüngeren Brüder zogen nach Köln und die Eltern  nach Weimar, wo eine Tante lebte. Laura nahm am Jüdischen Kindergärtnerinnenseminar teil, einer gemeinsamen Gründung der Zentralwohlfahrtsstelle, der Reichsvertretung der deutschen Juden und des Jüdischen Frauenbundes. Dieses jüdische Seminar zur Ausbildung von Kindergärtnerinnen und Hortnerinnen war nach Erlass der antijüdischen Gesetzgebung das einzige staatlich anerkannte jüdische Kindergärtnerinnenseminar Deutschlands.
Ihr Vater wurde in Weimar zur Zwangsarbeit bei einem Kartoffelhändler verpflichtet. Da Juden keine öffentlichen Verkehrsmittel benutzen dürfen, fuhr der seit dem Ersten Weltkrieg gehbehinderte Familienvater mit dem Fahrrad zur Arbeit. Anfang 1942 verhaftete ihn die Gestapo unter dem Vorwand, unwahre Angaben über den Besitz seines Fahrrads gemacht zu haben. Nach wenigen Wochen im KZ Buchenwald ließ die SS ihn am 14. März 1942 in der Tötungsanstalt Bernburg ermorden.
Laura erfuhr im Frühjahr 1942 in Berlin per Brief von ihrer Mutter, dass ihr Vater verhaftet, in ein Konzentrationslager gebracht und ermordet worden war. Kurz darauf verfasste die Mutter einen weiteren Brief an Hilman. Darin schrieb sie: „Die Gestapo hat deinen Brüdern und mir mitgeteilt, dass wir in den Osten deportiert werden sollen – was auch immer das bedeutet.“ Laura entschied, nach Weimar zu fahren, um ihre Familie nicht alleine zu lassen. Ihre Zugreise musste sie sich von der Gestapo genehmigen lassen. Ihrem Antrag wurde stattgegeben. Auch die beiden Brüder fuhren aus Köln nach Weimar, um der Mutter zu folgen. Am 10. Mai 1942 wurden 1002 jüdische Menschen, darunter Laura mit ihrer Mutter und den beiden Brüdern Wolfgang und Selly, aus Thüringen und Sachsen über Weimar, Leipzig und Chemnitz in mehreren Zügen abtransportiert und in das Getto von Bełżyce im Distrikt Lublin des Generalgouvernements  gebracht. Laura selbst war nach dem Krieg die einzige Überlebende von 513 Menschen, die in einem Zug aus Thüringen deportiert wurden. Im Ghetto wurde ihr 16-jähriger Bruder Wolfgang mitten in der Nacht angeblich für einen kurzen Arbeitseinsatz abgeholt. Laura erfuhr am nächsten Tag, dass er nach Majdanek deportiert wurde, wo sich seine Spuren verlieren. Über das weitere Schicksal von Wolfgang ist nichts bekannt. Vermutlich wurde er ermordet oder ein Opfer der unmenschlichen Lebens- und Arbeitsbedingungen in dem Lager.
Im Mai 1943 wurde das Lager Belzyce liquidiert. Mehrere hundert Juden, meist Frauen und Kinder, wurden erschossen, darunter auch Lauras Mutter. Laura hatte von der Auflösung des Ghettos frühzeitig erfahren und sich vor den Erschießungskommandos in einem Tunnel versteckt. Sie wurde mit weiteren 250 Frauen und 350 Männer in das SS-Arbeitslager Budzyn (heute ein Stadtteil von Kraśnik in der Woiwodschaft Lublin), ein Außenlager von Majdanek, verlegt. Dort starb ihr Bruder Selly an den Spätfolgen der Misshandlung, die er während der Auflösung des Ghettos erlitten hatte. Laura, die zu dieser Zeit als Krankenschwester arbeitete, sah ihn noch ein letztes Mal auf der Krankenstation.
Im Lager Budzyn lernte sie ihren späteren Ehemann Bernhard (Dick) Hillman (geboren am 24. Dezember 1915) kennen, einen polnisch-jüdischen Kriegsgefangenen, dessen gesamte Familie während des Krieges getötet wurde. Ihm erzählte sie von dem Fliederbaum im Garten ihres Elternhauses. Er versprach ihr:  „Eines Tages, wenn das hier vorbei ist, werde ich für dich einen Flieder pflanzen. Vielleicht wird er alt und ein Baum, wie derjenige, an den du dich erinnerst.“

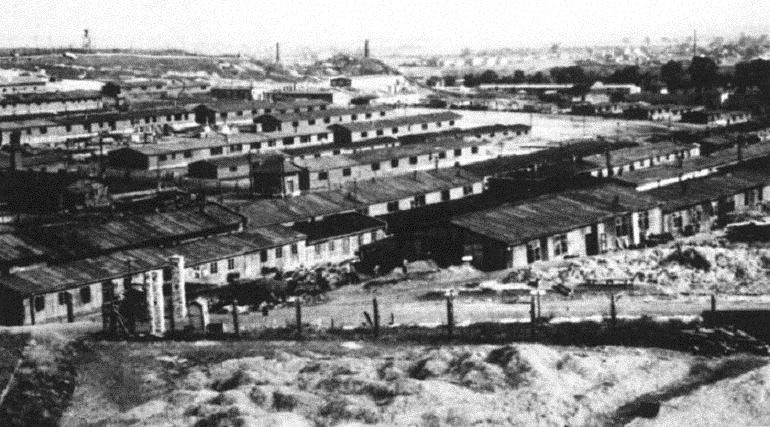
Arbeitslager Płaszów bei Krakau (1942)

Das Paar wurde gemeinsam in das Konzentrationslager Płaszów verlegt. Als das Lager im Oktober 1944 geräumt werden sollte, fanden sich ihr und der Name ihres späteren Mannes auf Schindlers Liste wieder. Nach eigenen Angaben hatte sie der SS-Mann Joseph Liephold auf die Liste gesetzt, der wenige Monate zuvor noch ihre Hinrichtung angeordnet hatte. Sie stand als Nummer 287 auf der Liste, die der Fabrikant Oskar Schindler (1908–1974) im Herbst 1944 anfertigen ließ, um nach der Schließung von Płaszów rund 1.100 jüdische Menschen  aus dem KZ herauszuholen und für sich in seiner „Deutsche Emaillewarenfabrik“ arbeiten zu lassen. Hannelore wurde in der Liste als Schreibkraft aufgeführt, Bernhard (Dick) unter Nummer 390 als Stanzer.
Die Übersiedlung der Männer in das Arbeitslager Brünnlitz begann am 15. Oktober 1944 und erfolgte unter der Kontrolle des KZ Groß-Rosen.
Der Transport der Frauen führte über Auschwitz, da eine SS-Vorschrift verlangte, dass alle Häftlinge, Männer wie Frauen, in Quarantäne kamen, bevor sie in ein anderes Lager verlegt wurden. Ebenso waren Leibesvisitationen vorgeschrieben, die sich auch auf den Intimbereich erstreckten. Alles das musste bei weiblichen Häftlingen von Frauen durchgeführt werden, aber Groß-Rosen verfügte zu dieser Zeit weder über das entsprechende Personal noch über die Einrichtungen, um die dreihundert Schindlerfrauen zu behandeln. Deswegen wurden die Frauen über das nächstgelegene KZ geleitet, in diesem Fall in das ca. 60 km entfernte Auschwitz, wo sie ein paar qualvolle Wochen verbrachten.

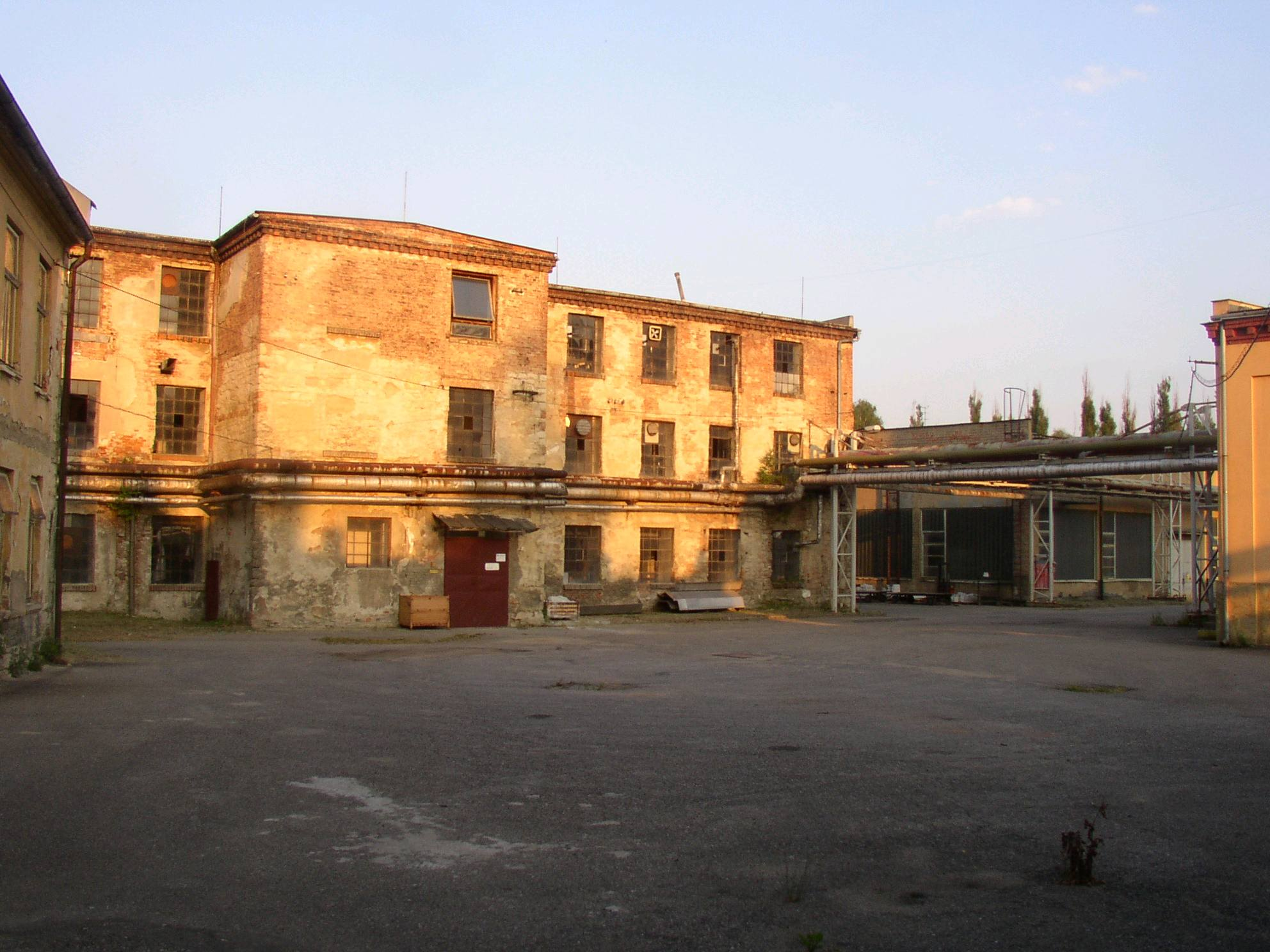
Schindlers Fabrik, Brünnlitz

Schindler gelang es, die Männer aus dem Lager Groß-Rosen zu retten. Sein persönlicher Sekretär schaffte es, in Auschwitz den Weitertransport der Frauen nach Brünnlitz auszuhandeln, indem er der Gestapo eine erhöhte Bezahlung von 7 Reichsmark pro Tag und Kopf versprach. Schließlich trafen Laura und ihr späterer Mann sich im KZ-Außenlager Brünnlitz wieder. Sie arbeitete dort bis Kriegsende als Küchenkraft. Als im Radio das Kriegsende bekanntgegeben wurde, forderte Schindler die SS erfolgreich auf, das Lager gewaltlos zu verlassen. Am 8. Mai 1945 verließ er das Lager und floh vor der Roten Armee, die das Lager am 9. Mai 1945 erreichte. Oskar Schindler haben Laura und ihr späterer Mann Dick nach dem Krieg nicht wiedergesehen, beteiligten sich aber an Spendenaktionen für ihren Retter. Am 22. Oktober 1945 heirateten die beiden. Getraut wurden sie von einem jüdischen Armeekaplan in Erding, Bayern.
Während des Holocaust wurden 63 Mitglieder von Lauras Familie ermordet, darunter ihre Eltern, Martin und Karoline Wolff, und ihre Brüder, Wolfgang und Selly Wolff. Ihre beiden Schwestern Rosel und Hildegard überlebten den Krieg. Rosel konnte 1939 nach England ausreisen. Hildegard ging 1940 nach Palästina.
Nach dem Krieg irrte das Ehepaar Hillman zwei Jahre als displaced Persons umher, ehe sie schließlich ein Visum für die USA erhielten und über Bremerhaven emigrierten. Kurz vor der Abreise stattete sie ihrer Heimatstadt noch einen Besuch ab, wurde von den neuen Bewohnern ihres Elternhauses jedoch brüsk abgewiesen. Danach lehnte sie Besuche in Aurich für viele Jahrzehnte ab. Am 4. Januar 1947 betraten sie in New York die Vereinigten Staaten. Bei der Einreise änderte sie auch ihren Vornamen von Hannelore zu Laura. 1954 wurde der Sohn Rob geboren. 1957 zog die Familie nach Kalifornien. Dort lebten sie zunächst in Lakewood, ließen sich aber schließlich etwa ein Jahrzehnt später in Rossmoor nieder. Laura Hillman arbeitete zunächst in einer Nähfabrik und war Leiterin eines Schokoladengeschäfts. Neben ihren Auftritten als Rednerin war sie auch jahrelang als Dozentin im Long Beach Museum of Art tätig.
In den USA begann sie mit dem Schreiben. Zunächst verfasste Laura Gedichte, später schrieb sie ihre Lebensgeschichte nieder.
Hillman wurde 1986 Witwe, nachdem ihr Mann an einer Herzerkrankung gestorben war. 1995 gab sie der USC Shoah Foundation ein Interview. Im Sommer 2004 besuchte sie in Begleitung ihres Enkels Aryeh ihre Geburtsstadt Aurich. Im Jahr 2005 veröffentlichte sie ihre Erlebnisse während des Holocausts unter dem Titel I will plant you a lilac tree – a memoir of a Schindler’s list survivor. Der Titel erinnert an das Versprechen, das ihr Mann ihr während der Zeit in den Konzentrationslagern gab. 2019 wurde das Buch auch ins Deutsche übersetzt.
Am 4. Juni 2020 starb Laura Hillman im Alter von 96 Jahren in ihrem Haus in Rossmoor, Kalifornien.

## Gedenken
- Der Künstler Gunter Demnig verlegte am 21. März 2013 für Laura Hillman[29] und ihre Familie an der Leerer Landstraße 18 in Aurich insgesamt acht Stolpersteine.[30]
- An den Stelen am alten Synagogenplatz in Aurich sind die Namen der Familie Wolff eingraviert.

## Werke
- Laura Hillman: I will plant you a lilac tree : a memoir of a Schindler’s list survivor. 1st ed Auflage. Atheneum Books for Young Readers, New York 2005, ISBN 0-689-86980-0.
- Laura Hillman: Ich pflanze einen Flieder für dich. Auf Schindlers Liste überlebt. 1.  Auflage. Weimar 2020, ISBN 978-3-945294-31-4.